# Callicostella papillosula
Callicostella papillosula là một loài rêu trong họ Pilotrichaceae. Loài này được Broth. & P. de la Varde mô tả khoa học đầu tiên năm 1925.